# Drzewiak złotogrzbiety
Drzewiak złotogrzbiety (Dendrolagus pulcherrimus) – gatunek ssaka z podrodziny kangurów (Macropodinae) w obrębie rodziny kangurowatych (Macropodidae).

## Taksonomia
Drzewiak złotogrzbiety został odkryty w 1990 przez Pavela Germana w Mount Sapau, Górach Torricelli oraz w regionie Papui-Nowej Gwinei. Formalnego opisu dokonał w 1993 roku australijski teriolog Tim Flannery w randze podgatunku i nadając mu nazwę Dendrolagus goodfellowi pulcherrimus. Miejsce typowe to obszar Kukumbau na wysokości 1120 m n.p.m., Mount Sapau, w pobliżu Sibilanga (3°32′S 142°31′E/-3,533333 142,516667), Sepik Zachodni, Papua-Nowa Gwinea. Holotyp to skóra, czaszka i zamrożona tkanka (sygnatura AM M.21717) z kolekcji Muzeum Australijskiego; okaz typowy zebrany 9 marca 1990 roku. Istnieją również dwa paratypy z kolekcji Muzeum Australijskiego: trofeum o nieznanej płci i częściowa czaszka bez uzębienia (sygnatura AM. M.22173), zakupiona 10 marca 1990 roku przez Pavela Germana i Lestera Seri, w wiosce Parkop, niedaleko Sibilanga, w Sepiku Zachodnim, w Papui-Nowej Gwinei; dorosła samica, z ciałem zakonserwowanym w alkoholu (sygnatura AM M.23423), zebrana 13 grudnia 1990 roku przez Veari Kulę, w regionie Macholp (3°21′S 142°35′E/-3,350000 142,583333), w górach Torricelli, w Sepiku Zachodnim, Papui-Nowej Gwinei. 
Dane genetyczne umieszczają D. pulcherrimus w kladzie goodfellowi, ale jego dokładna pozycja filogenetyczna jest niepewna. Często traktowany jako podgatunek D. goodfellowi, ale dane genetyczne (duża rozbieżność genetyczna) i morfologiczne potwierdzają jego status gatunkowy. 
Autorzy Illustrated Checklist of the Mammals of the World uznają ten gatunek za monotypowy.

### Etymologia
- Dendrolagus: gr. δενδρον dendron ‘drzewo’; λαγως lagōs ‘zając’[9].
- pulcherrimus: łac. pulcherrimus ‘bardzo piękny, piękniejszy’, forma wyższa od pulcher, pulchra ‘piękny’[1].

## Zasięg występowania
Drzewiak złotogrzbiety występuje w górach Torricelli i Foja w północnej Nowej Gwinei.

## Morfologia
Długość ciała (bez ogona) 58–63 cm, długość ogona 71–72 cm; masa ciała 7–7,2 kg. Ubarwienie kasztanowo-brązowe z jasnym obszarem na brzuchu, żółtawą szyją, policzkami i stopami. Wzdłuż grzbietu przebiega podwójny, złoty pas. Ogon jest długi, ma jasne pierścienie. Jest podobny do blisko spokrewnionego gatunku drzewiaka dwupręgiego. Różni się od niego przez posiadanie różowawego, lub jaśniejszego koloru twarzy, złotych ramion, jasnych uszu. Jest także nieco mniejszy. 

## Status i zagrożenia
Drzewiak złotogrzbiety jest jednym z najbardziej narażonych na wymarcie gatunków z rodzaju Dendrolagus. Został sklasyfikowany przez IUCN, jako „krytycznie zagrożony” (CR).